# Betty Willemetz
 (juin 2011).
Pour les articles homonymes, voir Willemetz.
Betty Willemetz, née le 16 août 1936 et morte le 18 décembre 2010, est une compositrice et illustratrice musicale et sonore française.
Elle est la fille naturelle du librettiste et auteur de chansons Albert Willemetz et de la comédienne Mary Simona.

## Biographie
Elle débute en tant que monteur de son à l'ORTF, puis compose des pièces musicales pour des téléfilms, des publicités, des mini-séries et des films. Elle est membre de la SACEM[Quand ?].

## Télévision

### En tant que compositrice
- Ambroise Paré (1968) de Éric Le Hung et Jacques Trébouta
- La Tuile à loups (1972) de Jacques Ertaud et Henri Grangé
- La Poupée sanglante (1976) de Marcel Cravenne et Robert Scipion d’après Gaston Leroux
- Émile Zola ou la Conscience humaine (1978) de Stellio Lorenzi et Armand Lanoux
- Les Grands Fleuves: La Vistule (1978) de Janicki Stanislaw
- Arcole ou la Terre promise (1981) de Marcel Moussy.
- Abel Gance et son Napoléon (1983) de Nelly Kaplan - en collaboration avec Hubert Rostaing
- Le Regard dans le miroir (1985) de Jean Chapot et Nelly Kaplan
- L'Affaire Caillaux (1985) de Yannick Andréi (TV). MO
- Les Mouettes (1991) de Jean Chapot et Nelly Kaplan - en collaboration avec Hubert Rostaing
- Honorin et la Loreleï (1992) de Jean Chapot et Nelly Kaplan - en collaboration avec J.-Y. Rigaud
- Polly West est de retour (1993) de Jean Chapot et Nelly Kaplan
- Honorin et l'Enfant prodigue (1994) de Jean Chapot et Nelly Kaplan - en collaboration avec J.-Y. Rigaud
- Sœur Emmanuelle : Une femme d’exception de Alain Dhénaut - en collaboration avec Thérèse Coquard

### En tant qu'illustratrice sonore
- L'Ère industrielle : Métamorphoses du paysage (1964) d’Éric Rohmer
- Cinéastes de notre temps (1965) : « Carl Th. Dreyer », « Sacha Guitry », « Jean Vigo »
- Monsieur l'Allemagne: Portrait du Chancelier Erhard (1966) de Michel Latouche et Philippe Labro
- La Prise de pouvoir par Louis XIV (1966) de Roberto Rossellini, Philippe Erlanger et J. Gruault
- Victor Hugo: Les Contemplations (1966)
- Les Grandes Batailles (1966-72) de H. de Turenne et Daniel Costelle
- La Passion d'Anne-Catherine Emmerich[2] (1969) de Marcelle Maurette et Michel Subiela
- Tout spliques étaient les Borogoves (1970) de Daniel Le Comte d'après Lewis Padgett
- Les Enquêtes du commissaire Maigret (1971) de Marcel Cravenne, épisode : Maigret aux assises
- Le Sagouin (1972) de Serge Moati et François Mauriac
- Georges Dandin (1973) de Jean Deweyer d'après Molière
- Les Enquêtes du commissaire Maigret de Claude Boissol (1975) (série) épisode La Folle de Maigret
- Comment voler la tour Eiffel (1976) de Claude Boissol
- Mag Espaces (1976) de Carlos Vilardebo
- Nans le berger (1976) de Roland-Bernard
- Union Pacific (1978) de René Jean Bouyer
- Les Cinq Dernières Minutes (1977) de Guy Lessertisseur, épisode : Châteaux en campagne
- Les Cinq Dernières Minutes (1978) de Jean Chapot, épisode Les Loges du crime
- La Lettre écarlate (1977) de Marcel Cravenne
- Une histoire sans nom (1981) de Jeannette Hubert d'après Barbey d'Aurevilly
- Le Crépuscule des loups (1988) de Jean Chapot et Nelly Kaplan